# Iodargirita
La iodargirita, també anomenada iodirita, és un mineral de la classe dels halurs. Va ser descoberta l'any 1859 en una mina del municipi de Concepción del Oro, a l'estat de Zacatecas (Mèxic). Deriva el seu nom de la seva composició química (iodur d'argent).
La iodargirita és un iodur d'argent sense aigua a la seva fórmula, la qual és AgI. Són molt comunes les impureses de clor i brom, apareixent com una barreja dels tres halurs d'argent. Cristal·litza en el sistema hexagonal. Els cristalls són prismàtics generalment, encara que també poden ser tabulars, similars a la mica. El seu desenvolupament en general és clarament hemimòrfic. Els cristalls són de vegades en forma de barril, o presentar-se com grups paral·lels o rosetes. També es pot presentar com agregats massius, en làmines o en cristalls d'escates. És cobejada en les explotacions mineres, on s'extreu com una important mena de plata. Es pot confondre amb la clorargirita i la bromargirita.
Segons la classificació de Nickel-Strunz, la iodargirita pertany a «03.AA - Halurs simples, sense H₂O, amb proporció M:X = 1:1, 2:3, 3:5, etc.» juntament amb els següents minerals: marshita, miersita, nantokita, tocornalita, bromargirita, clorargirita, carobbiïta, griceïta, halita, silvina, vil·liaumita, salmiac, lafossaïta, calomelans, kuzminita, moschelita, neighborita, clorocalcita, kolarita, radhakrishnaïta, challacolloïta i hephaistosita.
Apareix com a mineral secundari en les zones oxidades, normalment per quedar descoberts a la intempèrie, en els jaciments d'altres minerals d'argent. Sol trobar-se associada a altres minerals com: vanadinita, plata nativa, piromorfita, limonita, bromargirita, descloizita, clorargirita, cerussita, calcita, bismoclita, o acantita.